# Unterwasserholzfällen
Beim Unterwasserholzfällen werden Bäume, die unter dem Wasserspiegel meist künstlich geschaffener Wasserflächen (Stauseen, Talsperren, Kanäle) liegen, gefällt und über die Wasseroberfläche verbracht.
Die früher in den betroffenen Gebieten frei aufstehenden Bäume wurden durch das Fluten von Tälern oder den Ausbau von Wasserstraßen vollständig mit Wasser bedeckt und die verbliebenen Gehölze durch den Entzug von Sauerstoff künstlich konserviert.

## Holzgewinnung
Bei der manuellen Holzgewinnung werden einzelne unter Wasser stehende Bäume zunächst von Tauchern mit Stahlseilen fixiert und zwecks Auftrieb mit Kunststofftonnen versehen. Danach werden die Stämme von den Tauchern mittels vom Begleitboot aus hydraulisch betriebener Motorsägen am Grund des Gewässers abgesägt. Durch die Auftriebtonnen gelangen die Stämme an die Wasseroberfläche. Später werden die so „geernteten“ Stämme per Boot ans Land geschleppt. Der mühsame manuelle Abbau lohnt nur bei wertvollen Gehölzen, etwa den tropischen Unterwasserbäumen im Uferbereich des Panamakanals.
Eine im kanadischen Vancouver ansässige Holzfällerfirma, die Triton Logging Inc., hat sich auf den großflächigen Abbau von Unterwasser-Holzbeständen spezialisiert. Zu diesem Zweck betreibt sie einen eigens entwickelten Tauchroboter (Sawfish genannt), der nach Firmenangaben pro Tauchgang bis zu 50 Stämme unter Wasser fällen kann.

## Sonstiges
Da die Unterwasserbäume schon lange Zeit abgestorben sind und folglich kein CO2 mehr binden können, ist der heutige Abbau dieser Holzbestände ökologisch unbedenklich.
2009 wurde vermutet, dass sich noch ca. 300 Millionen Bäume unter der Wasseroberfläche künstlich geschaffener Seen und Kanälen befinden.